# Tapinanthus letouzeyi
Tapinanthus letouzeyi är en tvåhjärtbladig växtart som först beskrevs av Simone Balle, och fick sitt nu gällande namn av R.M. Polhill & D. Wiens. Tapinanthus letouzeyi ingår i släktet Tapinanthus och familjen Loranthaceae. Inga underarter finns listade i Catalogue of Life.